# Ophiomyia beckeri
Ophiomyia beckeri este o specie de muște din genul Ophiomyia, familia Agromyzidae. A fost descrisă pentru prima dată de Friedrich Georg Hendel în anul 1923. Conform Catalogue of Life specia Ophiomyia beckeri nu are subspecii cunoscute.